# Corneille Antoine Jean Abraham Oudemans
Corneille Antoine Jean Abraham Oudemans (Amsterdam, 7 dicembre 1825 – Arnhem, 29 agosto 1906) è stato un medico e naturalista olandese.
All'età di sette anni partì per le Indie olandesi, dove il padre aveva avuto l'incarico di direttore di una scuola pubblica. Nel 1839 tornò ad Amsterdam dove condusse studi classici. Dopo due anni, nel 1841, fu ammesso all'Università di Leiden dove studiò medicina.
Nel 1848 continuò gli studi a Parigi e a Vienna.
Insegnò botanica e fu direttore dell'Orto botanico di Amsterdam.
Fu autore di pubblicazioni in campo medico e nel campo micologico.

## Opere principali
- Aanteekeningen op de Pharmacopoea Neerlandica (1854–56)
- Leerboek der plantenkunde (2 voll., 1866-70).
- Révisions des Champignons des Pays-Bas (1892 - 1897)
- Lehrbuch der Pharmakognosie des Tier- u. Pflanzenreichs (1865, 2. Aufl. 1880)
- De Flora van Nederland (1859–1862, 2. Aufl. 1872–1874, 3 Teile)
- Neerlands Plantentuin (1865–1867)
- Observations sur la structure microscopique des écorces de Quinquina (1871)
- Matériaux pour la flore mycologique de la Néerlande (1867–1890)
- Herbarium van Nederlandsche planten
- Fungi Neerlandici exsiccati
- Enumeratio systematica Fungorum (5 voll., 1919 - 1924)